# On the Road (Traffic)
On The Road è un album dal vivo del gruppo musicale britannico Traffic, pubblicato nel 1973 dalla Island Records.

## Il disco
Viene registrato dal vivo in Germania, con la partecipazione straordinaria del tastierista Barry Beckett in Shoot Out at the Fantasy Factory.
La prima uscita negli USA di On the Road fu di un solo LP con i brani: The Low Spark of High Heeled Boys (che dura 15:10), Shoot Out at the Fantasy Factory, (Sometimes I Feel So) Uninspired e Light Up or Leave Me Alone.
L'album si attesta nelle classifiche alla 40ª posizione nel Regno Unito e alla 29ª negli USA.

## Giudizio della critica
Nella sua recensione retrospettiva, AllMusic elogia le esecuzioni strumentali di Roger Hawkins, David Hood e Barry Beckett, ma depreca l'album per le canzoni troppo prolisse e allungate senza migliorarne le versioni scialbe da studio dei tre brani tratti da Shoot Out at the Fantasy Factory.

## Tracce

### CD
Disco 1
1. Glad / Freedom Rider (Steve Winwood)/(Winwood, Jim Capaldi) – 20:35
2. Tragic Magic (Chris Wood) – 8:39
3. (Sometimes I Feel So) Uninspired (Winwood, Capaldi) – 10:31

Disco 2
1. Shoot Out at the Fantasy Factory (Winwood, Capaldi) – 6:51
2. Light Up or Leave Me Alone (Capaldi) – 10:56
3. The Low Spark of High Heeled Boys (Winwood, Capaldi) – 17:47

### LP
Lato A
1. The Low Spark of High Heeled Boys (Winwood, Capaldi) – 15:10
2. Shoot Out at the Fantasy Factory (Winwood, Capaldi) – 6:47

Lato B
1. (Sometimes I Feel So) Uninspired (Winwood, Capaldi) – 10:20
2. Light Up or Leave Me Alone (Capaldi) – 10:45

## Formazione
- Steve Winwood – voce, chitarra, piano
- Chris Wood – flauto, sassofono
- Jim Capaldi – percussioni; voce in Light Up or Leave Me Alone; batteria in Uninspired
- Rebop Kwaku Baah – percussioni
- David Hood – basso
- Roger Hawkins – batteria

Altri musicisti
- Barry Beckett – organo e piano in Shoot Out at the Fantasy Factory

Produzione
- Chris Blackwell – produttore
- Brian Humphries – fonica
- Jimmy Johnson – missaggio
- Jeff Willens – masterizzazione
- Ann Borthwick – copertina
- Brian Cooke – fotografia

## Classifiche
| Anno | Classifica            | Posizione |
| ---- | --------------------- | --------- |
| 1973 | Official Albums Chart | 40        |
| 1973 | Billboard Pop Albums  | 29        |